# Goldie Sayers
Katherine Dinah »Goldie« Sayers, angleška atletinja, * 2. oktober 1985, Newmarket, Suffolk, Anglija, Združeno kraljestvo.
Nastopila je na poletnih olimpijskih igrah v letih 2004, 2008 in 2012, leta 2008 je osvojila bronasto medaljo v metu kopja. 